# British Aerospace EAP
British Aerospace EAP (EAP - Experimental Aircraft Programme) je bil prototipni lovec, ki ga je razvijalo britansko podjetje British Aerospace z lastnimi sredstvi. EAP ni vstopil v serijsko proizvodnjo, je pa vplival na razvoj Eurofighter Typhoona.

## Specifikacije (EAP)
Podatki iz Jane's All The World's Aircraft 1988–89; "Janes 88 p292-3"
Splošne značilnosti
- Posadka: 1
- Dolžina: 48 ft 2,75 in (14,7003 m)
- Razpon kril: 38 ft 7 in (11,76 m)
- Višina: 18 ft 1,5 in (5,525 m)
- Površina kril: 560 sq ft (52 m2)
- Teža praznega letala: 22.050 lb (10.002 kg)
- Maks. vzletna teža: 32.000 lb (14.515 kg)
- Pogon letala: 2 × Turbo-Union RB199 3-gredni turbofan, 9.000 lbf (40 kN) potisk motorjev vsak suh potisk, 17.000 lbf (76 kN) z dodatnim zgorevanjem

Zmogljivost
- Višina leta (servisna): 60.000 ft (18.000 m)